# Heerlijkheid Tonna
De heerlijkheid Tonna was een heerlijkheid binnen het Heilige Roomse Rijk.

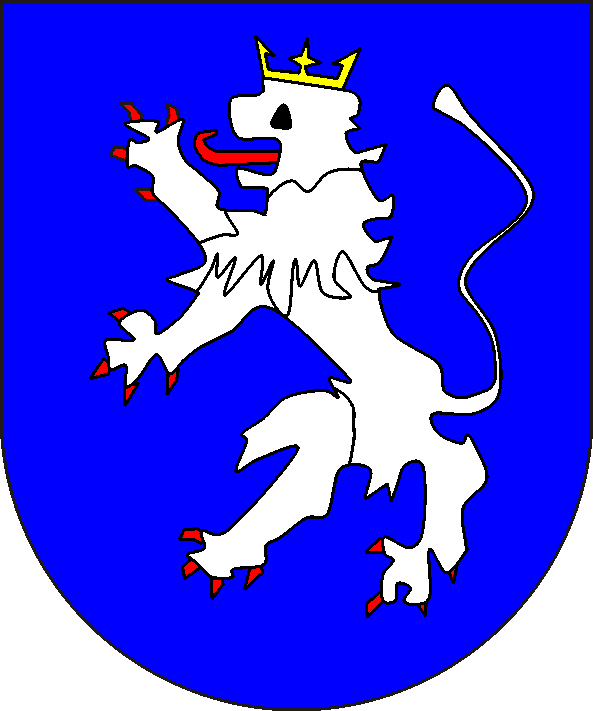
heerlijkheid Tonna

In Gräfentonna lag de oorsprong van de graven van Tonna, die zich later graven van Gleichen noemden.
Op 1 mei 1621 sloten de graven van Gleichen een erfverdrag met Schenk van Tautenburg en de graaf van Waldeck. Hierdoor kwam de heerlijkheid Tonna in 1631 aan Schenk van Tautenburg en na zijn dood in 1640 aan Philip Theodoor van Waldeck-Eisenberg.
Waldeck-Eisenberg verkocht de heerlijkheid Tonna op 4 oktober 1677 aan het hertogdom Saksen-Gotha.